# Mathilde Tröjborg
Mathilde Tröjborg, född 6 juni 2004 i Danmark, är en dansk varmblodig travhäst som tävlade mellan 2006 och 2013. Hon tränades och kördes av Knud Mönster (2006–2009) och Flemming Jensen (2009–2013). Hon anses vara en av Danmarks bästa travhästar någonsin.

## Karriär
Mathilde Tröjborg började tävla i december 2006, och kom på tredje plats i debutloppet. Hennes första seger kom i den andra starten, den 6 april 2007. Hon sprang totalt in 3,6 miljoner svenska kronor på 75 starter varav 34 segrar, 9 andraplatser och 9 tredjeplatser. Hon tog karriärens största segrar i Prix des Gobelins (2010), N. J. Kosters Memorial (2010), Giant Diablos lopp (2010), Danskt Stomästerskap (2011) och Lady Snärts Lopp (2011). Under 2010, som var hennes bästa säsong resultatmässigt, tog hon 15 segrar på 18 starter.
Mathilde Tröjborg tävlade främst i Danmark och Sverige, men åkte i oktober 2010 till Frankrike för att starta i Prix des Gobelins på Hippodrome d'Enghien-Soisy. I loppet kördes hon som vanligt av Flemming Jensen, och ekipaget vann loppet. Segern var värd 25 000 euro.
Mathilde Tröjborg har efter tävlingskarriären varit verksam som avelssto.